# العلاقات التشيلية الناوروية
العلاقات التشيلية الناوروية هي العلاقات الثنائية التي تجمع بين تشيلي وناورو.

## مقارنة بين البلدين
هذه مقارنة عامة ومرجعية للدولتين:
| وجه المقارنة                                              | تشيلي                         | ناورو                          |
| --------------------------------------------------------- | ----------------------------- | ------------------------------ |
| المساحة (كم2)                                             | 756.10 ألف                    | 21                             |
| عدد السكان (نسمة)                                         | 17.37 مليون                   | 10.08 ألف                      |
| الكثافة السكانية (ن./كم²)                                 | 22.97                         | 48.00 ألف                      |
| العاصمة                                                   | سانتياغو                      | ضاحية يارين                    |
| اللغة الرسمية                                             | اللغة الإسبانية               | اللغة الناورونية، لغة إنجليزية |
| العملة                                                    | بيزو تشيلي، وحدة حساب تشيلية ‏ | دولار أسترالي                  |
| الناتج المحلي الإجمالي (بليون دولار)                      | 277.08 مليار                  | 113.88 مليون                   |
| الناتج المحلي الإجمالي (تعادل القوة الشرائية) بليون دولار | 419.39 مليار                  | 162.98 مليون                   |
| الناتج المحلي الإجمالي الاسمي للفرد دولار أمريكي          | 13.42 ألف                     | 9.83 ألف                       |
| الناتج المحلي الإجمالي للفرد دولار أمريكي                 | 22.07 ألف                     |                                |
| مؤشر التنمية البشرية                                      | 0.832                         |                                |
| رمز المكالمات الدولي                                      | +56                           | +674                           |
| رمز الإنترنت                                              | .cl                           | .nr                            |
| المنطقة الزمنية                                           | 00، 00، 00، 00                | ت ع م+12:00                    |

## منظمات دولية مشتركة
يشترك البلدان في عضوية مجموعة من المنظمات الدولية، منها:
| علم المنظمة | اسم المنظمة                   | تاريخ انضمام تشيلي | تاريخ انضمام ناورو |
| ----------- | ----------------------------- | ------------------ | ------------------ |
|             | يونسكو                        | 7 يوليو 1953       | 17 أكتوبر 1996     |
|             | الاتحاد البريدي العالمي       | ?                  | ?                  |
|             | منظمة الشرطة الجنائية الدولية | ?                  | ?                  |
|             | الأمم المتحدة                 | 24 أكتوبر 1945     | 14 سبتمبر 1999     |
|             | الاتحاد الدولي للاتصالات      | 1908               | 10 يونيو 1969      |
|             | منظمة حظر الأسلحة الكيميائية  | ?                  | ?                  |

## وصلات خارجية
- موقع وزارة الخارجية التشيلية